# 茜色
茜色（あかねいろ）とは、薬用・染料植物であるアカネの根で染めた沈んだ赤色のこと。暗赤色。夕暮れ時の空の形容などに良く用いる。
アカネは根にアリザリン成分を含み、世界でも古代から利用された歴史の古い染料である。アカネを染料として得る色には他に、緋色があるが、こちらは鮮やかな赤色で茜色よりはるかに明るい。やや明るい茜色を英語ではマダー（madder：セイヨウアカネのこと）と呼ぶ。
日本では上代から既に染料として使用され、茜染の色合いから「紫」「日」などの枕詞として『万葉集』でおよそ11首詠まれている。
日本工業規格においては、JIS慣用色名の1つとして以下のようにマンセル値で色が定義されている。

## 色材と特性
日本茜が属する茜科には六千種近い種類があり、それぞれ茶色と黄色の染料として使用可能なコーヒーやクチナシもこの科に属する。
日本茜のオレンジ色の根には、鮮やかな緋色を出す赤色色素プルプリン（パープリン）のほかにも何種類もの化学物質が含まれている。これらの化学物質から色素を抽出するのはかなり手間がかかるため、緋色の染色法は室町時代〜江戸時代初期に一度途絶え、茜の色といえば暗い赤色になった。その上日本茜の根は細く、必要量を得るのに苦労するため、草木染などを専門とする人でも中国で薬用に栽培されている生薬の茜根を輸入して使うことが多い。染色家の宮崎明子が1997年にかけて、延喜式や正倉院文書などを参考にして、もろみを併用することで日本茜を使って古代とほぼ同じ鮮やかな赤色を染める技法を再現した。アカネの薬用効果は止血や通経など、血液にまつわるものが多い。
ちなみに、現在一般に用いられる茜色（ローズマダー）の絵具は合成のアリザリンを顕色材としている。英国の一部のメーカーには天然のアカネの色素から抽出した絵具も存在するが非常に高価である。天然顔料と合成アリザリンとは微妙に色目が違うが、天然か合成かの違いは成分に前記のプルプリン（パープリン）を含むか否かが決め手である。また、天然のアカネによるローズマダー絵具は独特の芳香がする。

## 近似色
- 赤
- 朱色
- 緋色（スカーレット）
- ワインレッド
- えんじ色
- 紅緋（べにひ）
- 紅赤（べにあか）
- 猩々緋（しょうじょうひ）
- 今様色（いまよういろ）
- 深緋（こきひ）
- 紅色（べにいろ）